# 2Cellos
2Cellos, stilizirano 2CΞLLOS, je bil hrvaški instrumentalni duo, ki sta ga sestavljala violončelista Luka Šulić in Stjepan Hauser. Deloval je od leta 2011 do 2022 in posnel 5 studijskih albumov, večinoma priredb za violončela popularnih in rock pesmi.

## Diskografija

### Studijski albumi
- 2Cellos (2011)
- In2ition (2012)
- Celloverse (2015)
- Score (2017)
- Let There Be Cello (2018)

### Koncertni albumi
- Live at Arena Zagreb (2013)

### EP
- iTunes Festival: London 2011 (2011)